# Ricardo Dias
Ricardo Jorge dos Santos Dias CvIH (nascut el 25 de febrer de 1991) és un futbolista professional portuguès que juga a l'Académica de Coimbra com a migcampista defensiu.

## Carrera de club
Nascut a Aveiro, Dias es va incorporar al sistema juvenil del FC Porto als 15 anys. El 17 d'octubre de 2009, encara júnior, va fer el seu debut competitiu amb el primer equip, entrant com a substitut de la segona part en la victòria a casa per 4-0 contra el Sertanense FC a la tercera ronda de la Taça de Portugal. Va dividir la temporada 2010-11 cedit al GD Tourizense i al CD Santa Clara.
Dias va signar un contracte de dos anys amb el SC Beira-Mar el 26 de juliol de 2011. Va jugar el seu primer partit a la Primeira Liga el 6 de novembre, amb tota la victòria a casa per 2-1 contra el CD Feirense. Va acabar la seva campanya de debut amb deu partits més, en un tretzè lloc.
A finals de novembre de 2014, després de tallar vincles amb el club, llavors a la Segona Lliga, Dias va tornar a la màxima divisió i es va incorporar al CF Os Belenenses fins al 30 de juny de 2018. Va marcar el seu primer gol a la competició el 14 de març de 2015, el primer dels amfitrions en l'empat 2-2 a casa amb el GD Estoril Praia.
Dias va ser cedit consecutivament al Feirense i l'Acadèmica de Coimbra, el primer equip competint a la primera categoria, el segon en el segon. Va marcar cinc gols, el millor registre de la seva carrera. durant la seva temporada a l'Estàdio Cidade de Coimbra, però el seu equip no va aconseguir l'ascens com a quart; els Belenenses també van ser rebatejats com a Belenenses SAD, i va acceptar un altre acord temporal el juny de 2018.
El 18 de juliol de 2019, Dias va signar un contracte indefinit amb Acadèmica.

## Carrera internacional
Dias va disputar 50 partits per Portugal, en cinc nivells juvenils. Va formar part de la selecció sub-20 que va participar en la Copa del Món de la FIFA 2011, fent quatre aparicions a Colòmbia en un equip que va acabar subcampió.

## Palmarès

### Club
Porto
- Taça de Portugal: 2009–10[2]

### Internacional
Portugal sub-20
- Subcampió de la Copa del Món Sub-20 de la FIFA: 2011[12]

### Guardons
- Cavaller de l'orde del príncep Enric[14]